# Pittosporum rapense
Pittosporum rapense là một loài thực vật thuộc họ Pittosporaceae. Đây là loài đặc hữu của Polynésie thuộc Pháp.